# Radio RST
RADIO RST (ausgeschrieben RADIO Rheine-Steinfurt-Tecklenburg) ist das Lokalradio für den Kreis Steinfurt (im Münster-, Osnabrücker und Tecklenburger Land) in Nordrhein-Westfalen.
RADIO RST produziert in Rheine. Es ging mit einer Sendelizenz der Landesanstalt für Medien Nordrhein-Westfalen am 21. September 1991 auf Sendung. Chefredakteurin ist Kathleen Berger.
Der Name RADIO RST steht für die Stadt Rheine (Sitz des Senders), die Kreisstadt Steinfurt und die ehemalige Kreisstadt Tecklenburg.

## Programm und Moderation
RADIO RST sendet montags bis freitags zehn Stunden, samstags und sonntags 3 Stunden Lokalprogramm: Die Morningshow moderieren von 6 bis 10 Uhr Kathleen Berger und Sören Harting. Von 10 bis 14 Uhr folgt der Vormittag und Mittag mit Nicolas Schilgen, Lennart Knebel, Steve Ridder und Jan Niestegge im Wechsel. Von 14 bis 18 Uhr wird der Nachmittag mit den Moderatoren Steve Ridder, Jan Niestegge und Lennart Knebel im Wechsel präsentiert. Am Samstag wird „Am Wochenende“ abwechselnd von Kathrin Ostroga, Nicolas Schilgen, Steve Ridder, Lennart Knebel und Jan Niestegge moderiert. Sonntags moderiert Philipp Böckmann von 9 bis 12 Uhr. Sonntags gibt es eine gemeinsame Sendung mit Philipp Böckmann die auch zeitgleich bei Radio WMW und Antenne Münster läuft. Zu den Nachrichten zur vollen Stunde gehört während der Prime- und Drivetime eine regionale Nachrichtenmeldung inklusive Wetter und Verkehr, zu jeder halben Stunde von 6:30 bis 18:30 Uhr eine regionale Nachrichtenausgabe inklusive Wetter und Verkehr à drei Minuten.
In den nicht lokalen Sendezeiten übernimmt RADIO RST das Programm des Mantelprogrammanbieters Radio NRW, das betrifft insbesondere die Musik. Für den Bereich Radiowerbung ist die Münsterländische Medien Service GmbH & Co. KG aus Münster zuständig.

## Reichweite
RADIO RST ist mit einer Tagesreichweite von 42 % (Erw. ab 14) der beliebteste Radiosender im Kreis Steinfurt.

## Empfang
Radio RST strahlt sein Programm über terrestrisches UKW im Kreis Steinfurt auf folgenden Frequenzen aus:
| Sendestandort             | Frequenz   | Sendestärke | RDS      |
| ------------------------- | ---------- | ----------- | -------- |
| Fernmeldeturm Schöppingen | 105,20 MHz | 4 kW        | RADIORST |
| Fernmeldeturm Tecklenburg | 104,00 MHz | 0,5 kW      | RADIORST |

Außerdem ist RADIO RST als  Stream über das Internet empfangbar. Eine Ausstrahlung des Programmes über  Satellit oder Digitalradio (DAB+) findet momentan nicht statt.